# Hans Sachs
Hans Sachs, född 5 november 1494 i Nürnberg, död där 19 januari 1576, var skomakare, mästersångare och författare i sin födelsestad och levde där hela sitt liv. Hans far var skräddare.

## Uppväxt och utbildning
Sachs gick i latinskola i hemstaden och började vid 14 års ålder som skomakarlärling. Vid 17 års ålder påbörjade han gesällåren och vandrade runt mellan olika mästare i fem år. I Innsbruck år 1513 bestämde han sig för att bli en mästersångare. Han vandrade till München för att utbilda sig i sång. Vävmästaren och mästersångaren Lienhard Nunnenbeck blev hans sångmästare och lärare. År[1516 återvände han för gott till Nürnberg.
Den 1 september 1519 gifte han sig med Kunigunde Creutzer, född 1512, som avled 1560. Han gifte om sig 2 september 1561 med den unga änkan Barbara Harscher. I första äktenskapet föddes fem döttrar och två söner, men alla dog före honom själv. Hans andra fru hade sina sex barn med sig in i äktenskapet med Sachs. 
Från 1525 ökade hans sympatier för Martin Luther, och i några av sina arbeten gav han stöd åt hans syften.

## Historisk betydelse
Sachs räknas som den mest begåvade och berömde av mästersångarna, och kanske den ende som fortfarande är känd. Han är också den om vilken flest detaljer har bevarats till eftervärlden. De strikta reglerna och hantverkarnas syn på mästersångarnas poesi, som senare generationer inte kunde sjunga, anses ha historiska värden i det faktum, att mästersångarna stärkte viljan hos allmänheten att skriva poesi enbart för nöjets skull och för sina egna behov. Sachs karnevalskådespel betraktas som han bästa arbeten och spelas än idag. I dessa skådespel frångick han traditionen att efter skådespelet skulle mästersång följa.

## Biografier
- Hans Sachs, opera av Albert Lortzing 1840.
- Mästersångarna i Nürnberg, opera av Richard Wagner där Wagner porträtterar Sachs, som en klok lärare som förenar de borgerliga värderingarna med respekt för hederligt arbete och självdisciplin.
- Johann Wolfgang von Goethes poem Hans Sachsens poetische Sendung

## Bibliografi

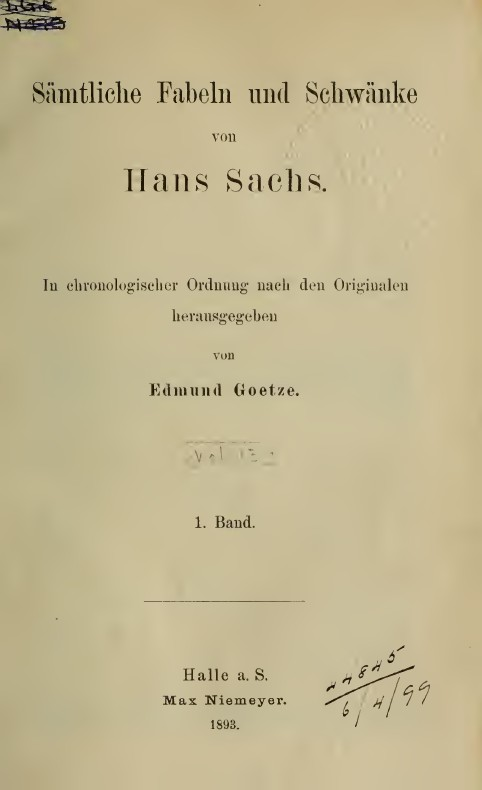
Sämtliche Fabeln und Schwänke, 1 (1893)